# Dam tot Damloop 2007

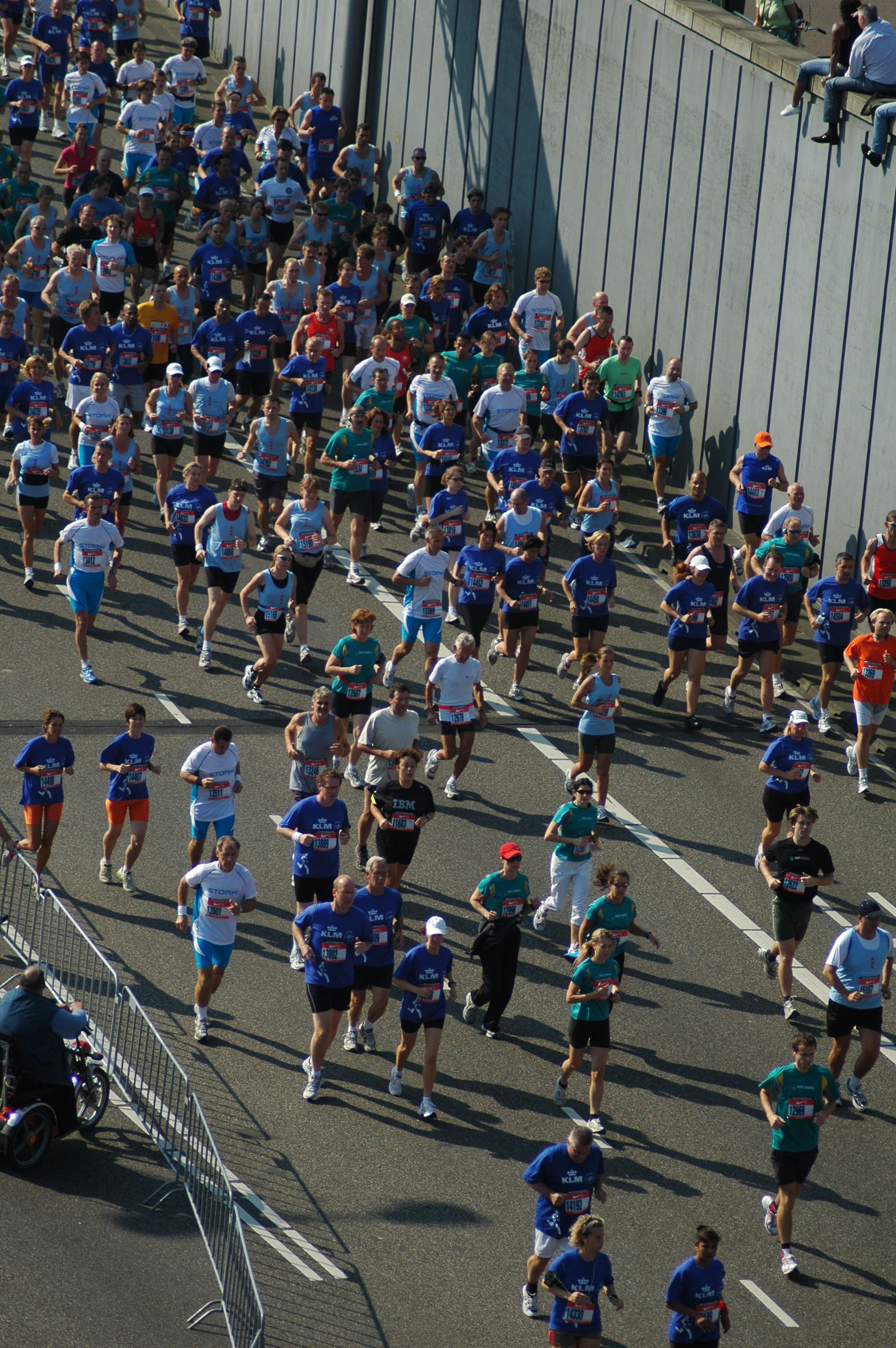
Foto bij het ingaan van de IJ-tunnel

De Dam tot Damloop 2007 werd gehouden op zondag 23 september 2007. Het was de 23e editie van deze loop. De hoofdafstand was 10 Engelse mijl (16,1 km). Er werd gestart vanaf de Prins Hendrikkade in het centrum van Amsterdam en via de IJ-tunnel gelopen naar centrum van Zaandam. 
Bij de mannen overheerste de Eritrees Zersenay Tadesse, die zegevierde in 45.52. Hij had bijna een halve minuut voorsprong op de Keniaan Bernard Kipyego, die in 46.21 over de finish kwam. Bij de vrouwen won de Ethiopische Belaynesh Fikadu de wedstrijd in 52.58. De man-vrouw wedstrijd werd dit jaar gewonnen door de mannen.
Naast de hoofdafstand stonden er een 4 Engelse mijl en Mini Dam tot Damlopen op het programma. Alle onderdelen van het evenement bij elkaar trokken bijna 39.000 deelnemers (10 Engelse mijl:29.851, minilopen:4477 en 4 Engelse mijl:4399).

## Wedstrijd
Mannen
| rang   | naam               | land | tijd  |
| ------ | ------------------ | ---- | ----- |
| Goud   | Zersenay Tadesse   | ERI  | 45.52 |
| Zilver | Bernard Kipyego    | KEN  | 46.21 |
| Brons  | James Rotich       | KEN  | 46.50 |
| 4      | Wesley Langat      | KEN  | 46.56 |
| 5      | Kamiel Maase       | NED  | 47.11 |
| 6      | Sammy Rongo        | KEN  | 47.51 |
| 7      | Jackson Koech      | KEN  | 48.11 |
| 8      | Jesse Stroobants   | BEL  | 48.13 |
| 9      | Abiyote Guta       | ETH  | 48.16 |
| 10     | Robert Cheboror    | KEN  | 48.32 |
| 11     | Larbi Zeroual      | FRA  | 48.34 |
| 12     | Michel Butter      | NED  | 48.47 |
| 13     | Patrick Stitzinger | NED  | 49.02 |
| 14     | Saji Bouazza       | MAR  | 49.14 |
| 15     | Peter Lomuria      | KEN  | 49.14 |
| 16     | Luc Krotwaar       | NED  | 49.33 |
| 17     | Sander Schutgens   | NED  | 49.51 |
| 18     | Greg van Hest      | NED  | 49.55 |
| 19     | Wellay Amare       | ETH  | 50.30 |
| 20     | Roger Smeets       | NED  | 50.36 |

Vrouwen
| rang   | naam                 | land | tijd    |
| ------ | -------------------- | ---- | ------- |
| Goud   | Belaynesh Fikadu     | ETH  | 52.58   |
| Zilver | Hilda Kibet          | KEN  | 53.27   |
| Brons  | Pauline Wangui       | KEN  | 53.44   |
| 4      | Flomena Chepchirchir | KEN  | 54.22   |
| 5      | Dorota Gruca         | POL  | 55.20   |
| 6      | Volha Krautsova      | BLR  | 55.50   |
| 7      | Anke van Campen      | BEL  | 57.26   |
| 8      | Kutre Dulecha        | ETH  | 57.27   |
| 9      | Merel de Knegt       | NED  | 57.50   |
| 10     | Tasfaye Firehiwot    | ETH  | 57.52   |
| 11     | Ilse Pol             | NED  | 59.38   |
| 12     | Ingrid Prigge        | NED  | 59.53   |
| 13     | Fatiha Baouf         | BEL  | 1:00.15 |
| 14     | Claartje Maase       | NED  | 1:00.16 |
| 15     | Mary Ngendo          | KEN  | 1:00.52 |

1985 ·
1986 ·
1987 ·
1988 ·
1989 ·
1990 ·
1991 ·
1992 ·
1993 ·
1994 ·
1995 ·
1996 ·
1997 ·
1998 ·
1999 ·
2000 ·
2001 ·
2002 ·
2003 ·
2004 ·
2005 ·
2006 ·
2007 ·
2008 ·
2009 ·
2010 ·
2011 ·
2012 ·
2013 ·
2014 ·
2015 ·
2016 ·
2017 ·
2018 ·
2019